# Kościół św. Marcina w Szebniach
Kościół św. Marcina w Szebniach – kościół rzymskokatolicki pw. św. Marcina, wzniesiony w 1605, znajdujący się w Szebniach.
Po wybudowaniu nowego kościoła od 2003 świątynia nieczynna kultowo. Obiekt włączony do podkarpackiego Szlaku Architektury Drewnianej.

## Historia
Pierwszy kościół w Szebniach powstał w 1326. Potem zbudowano jeszcze cztery świątynie i wszystkie spłonęły. Zachowany do dzisiaj wzniesiono w 1605.
Odnawiany w 1759. W 1794 przeszedł gruntowny remont wsparty przez Gorajskich ówczesnych właścicieli wsi. Mosiężny żyrandol-pająk, rzeźbę św. Antoniego, obraz św. Teresy, nowy ornat i drugi dzwon zakupiono w 1820. Poświęcony został przez biskupa przemyskiego Franciszka Wierzchlejskiego 29 czerwca 1855. W 1894 z inicjatywy proboszcza Władysława Sarny znacznie przebudowano świątynię. Rozebrano grożącą zawaleniem wieżę-dzwonnicę, przedłużono nawę i dostawiono przybudówki po bokach nawy i prezbiterium. Postawiono nową murowaną dzwonnicę. W 1943 nową dekorację malarską stylizowaną na ludowo wykonał prof. Jan Wodyński. Podczas walk frontowych w styczniu 1945 kościół został poważnie uszkodzony. W lutym 1945 naprawiono dach i ściany, a rok później ołtarze. Nową polichromię wykonał w 1957 malarz Stanisław Szmuc. W 1960 zainstalowano organy czeskiej firmy Riegera pochodzące z kościoła jezuitów w Tarnopolu. Kapitalny remont budowli przeprowadzono w latach 2012–2013.

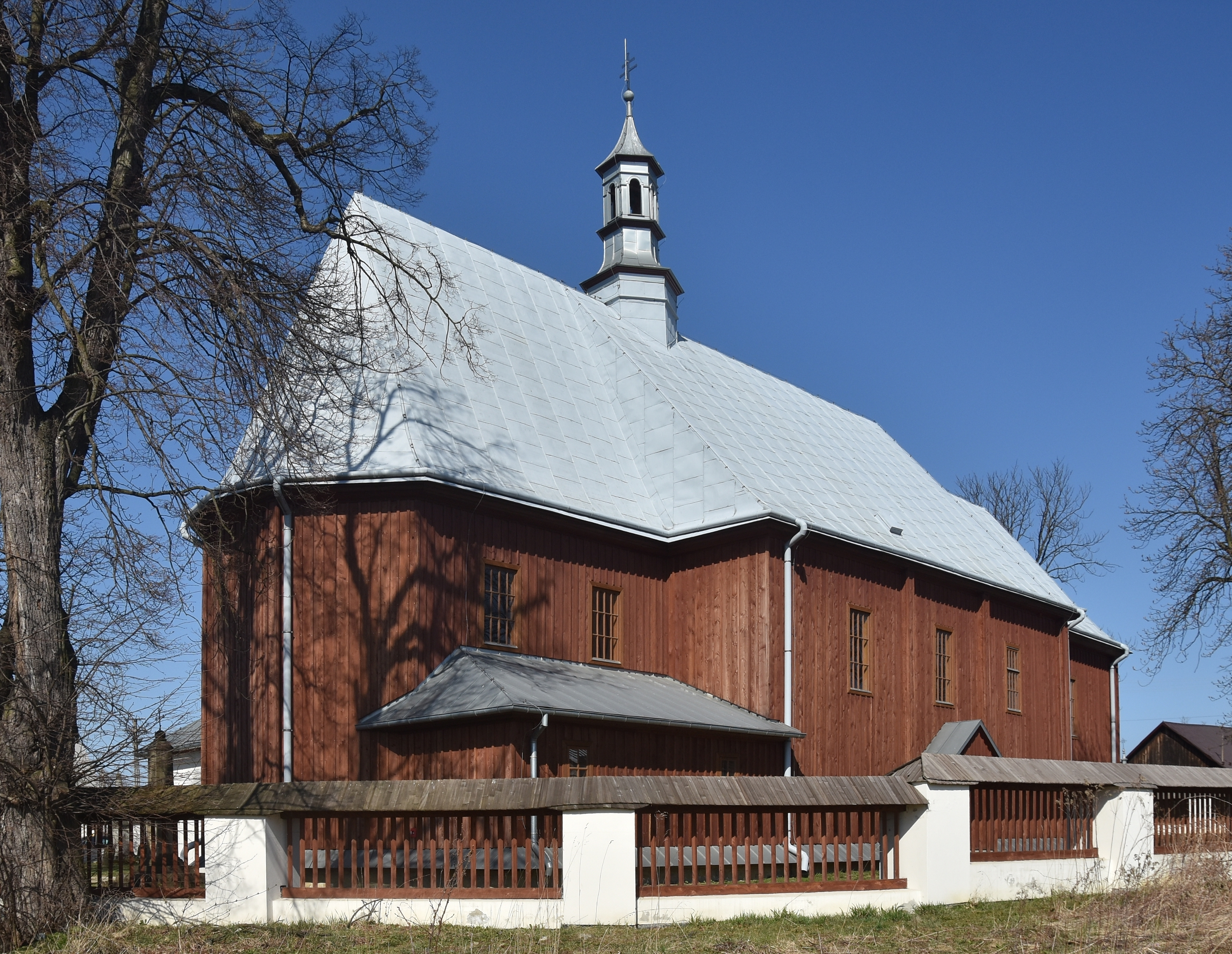
Elewacja wschodnia
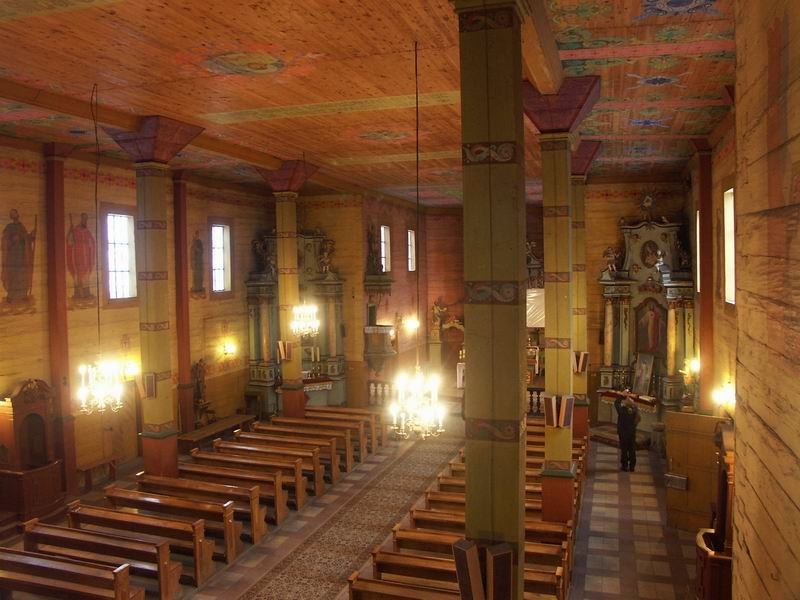
Wnętrze
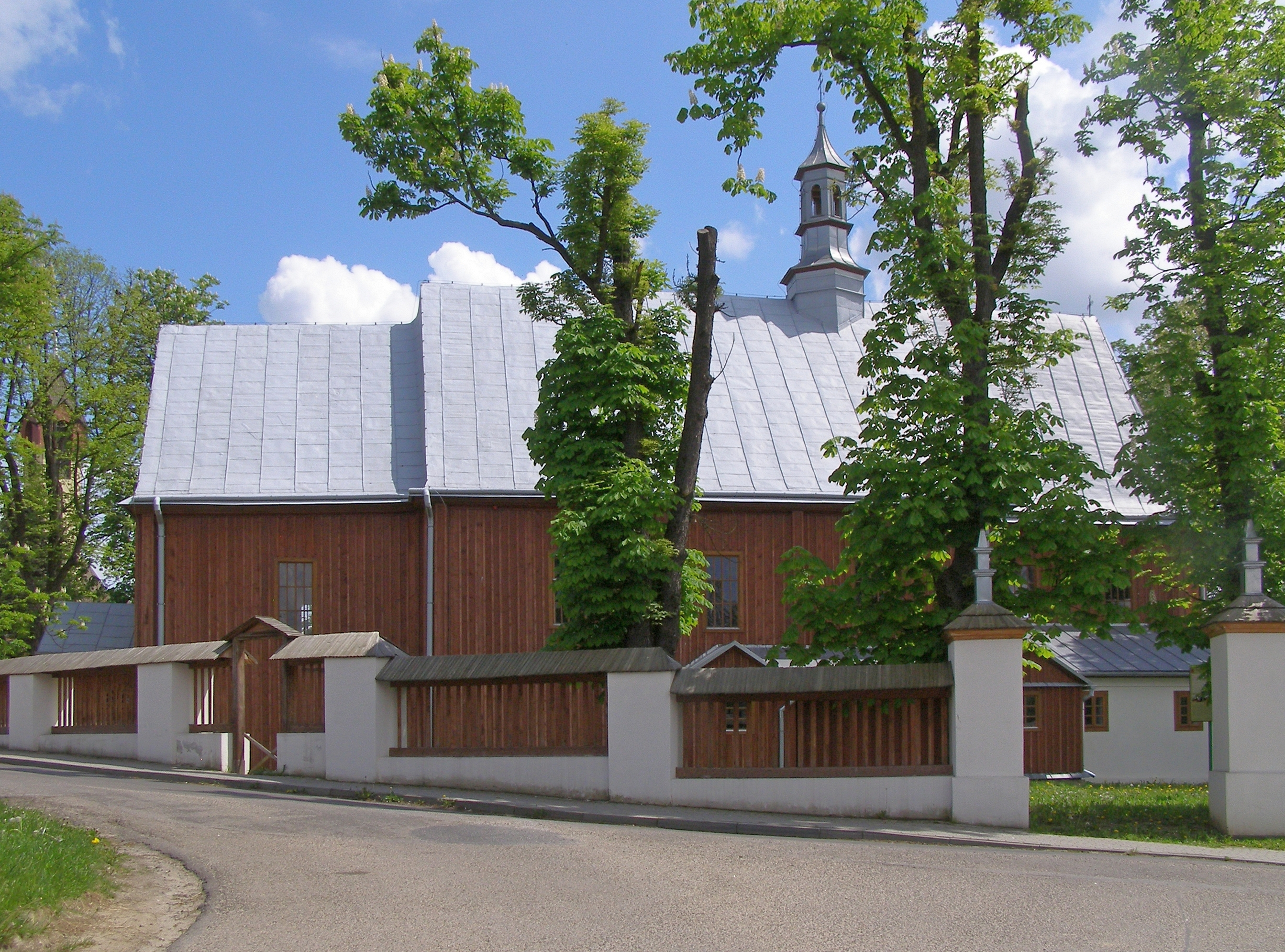
Od strony zachodniej

## Architektura i wyposażenie
Jest to budowla konstrukcji zrębowej, nieorientowana. Świątynia składa się z trzech części. Do trójbocznie zamkniętego prezbiterium od strony wschodniej przylega zakrystia, a od zachodniej murowany skarbczyk. Do szerokiego korpusu nawowego z węższą częścią dostawioną w 1894 przylegają: od północy przylega kwadratowy przedsionek, a od strony zachodniej dwa przedsionki połączone podcieniem na słupach. Dachy dwuspadowe pokryte blachą z sześcioboczną wieżyczką na sygnaturkę zwieńczoną latarnią. Ściany oszalowane pionowo deskami z listwowaniem, wzmocnione lisicami.
Wnętrze nakryte stropami płaskimi z fasetą. Ściany i stropy pokryte polichromią figuralno-ornamentalną. XVIII wieczne wyposażenie kościoła ufundowała rodzina Gorajskich: trzy ołtarze, główny z obrazem św. Marcina i figurą Chrystusa na Krzyżu, boczny lewy z obrazem św. Rodziny i boczny prawy z obrazem Serca Pana Jezusa. Pod chórem kropielnica wykonana z jednego kamienia.

## Otoczenie
Na terenie przykościelnym, arkadowa murowana dzwonnica z końca XIX w. oraz klasycystyczne nagrobki rodziny Gorajskich.

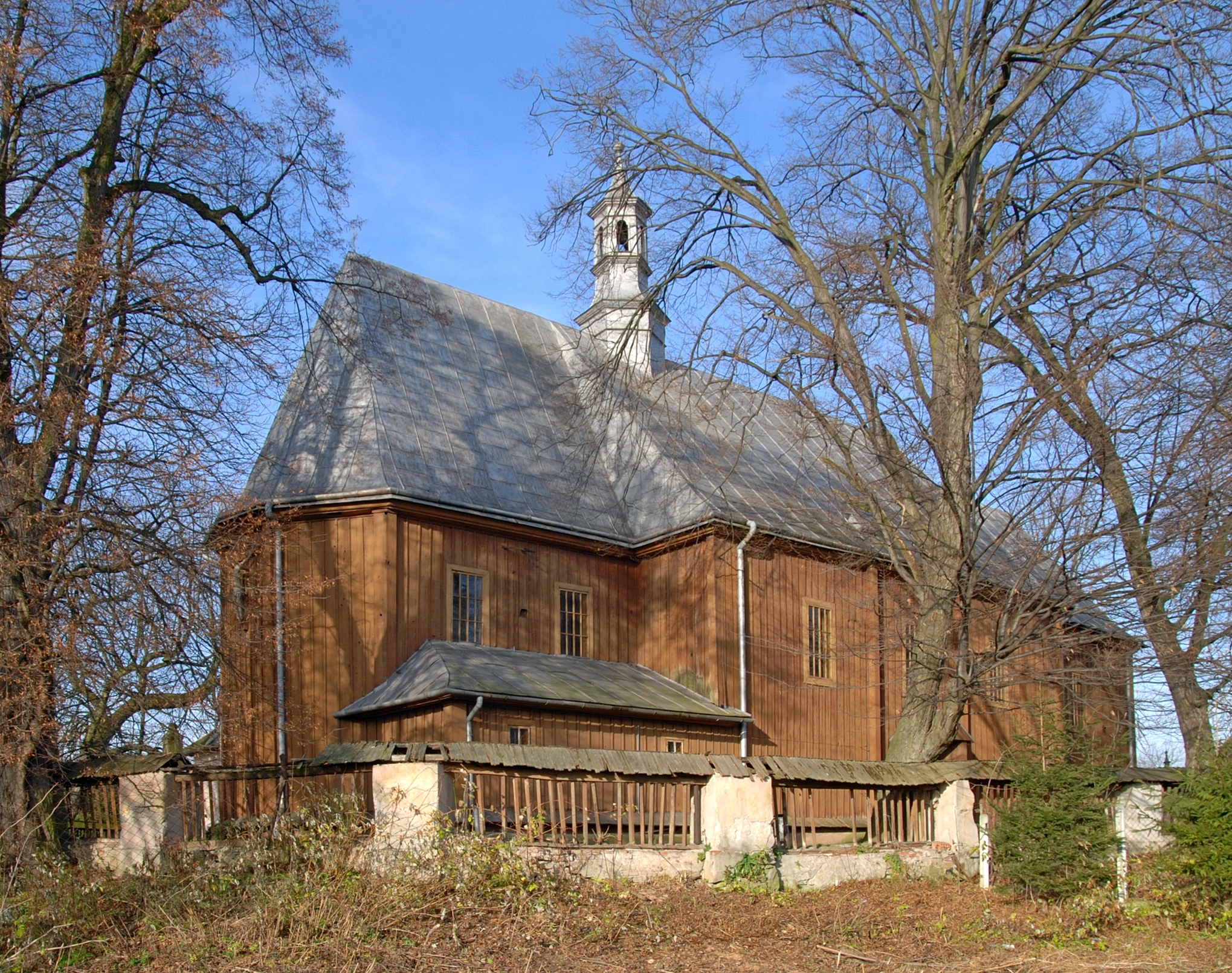
Kościół przed remontem (2008)
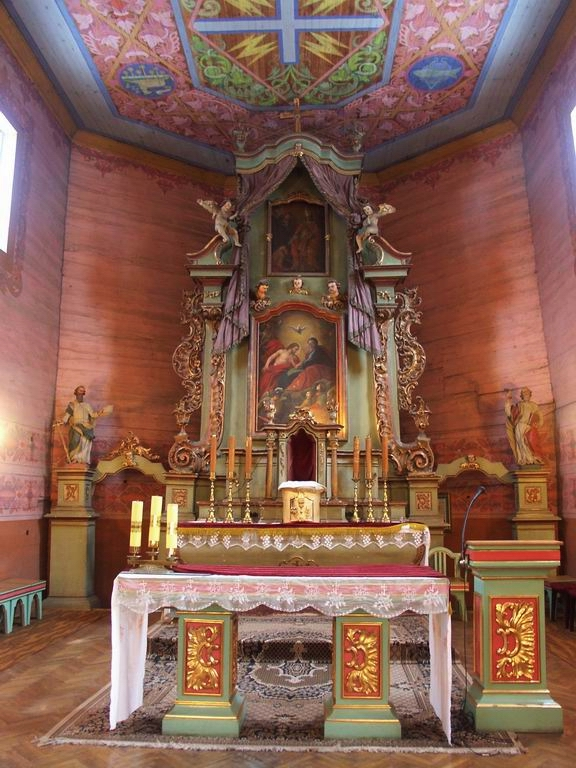
Ołtarz główny
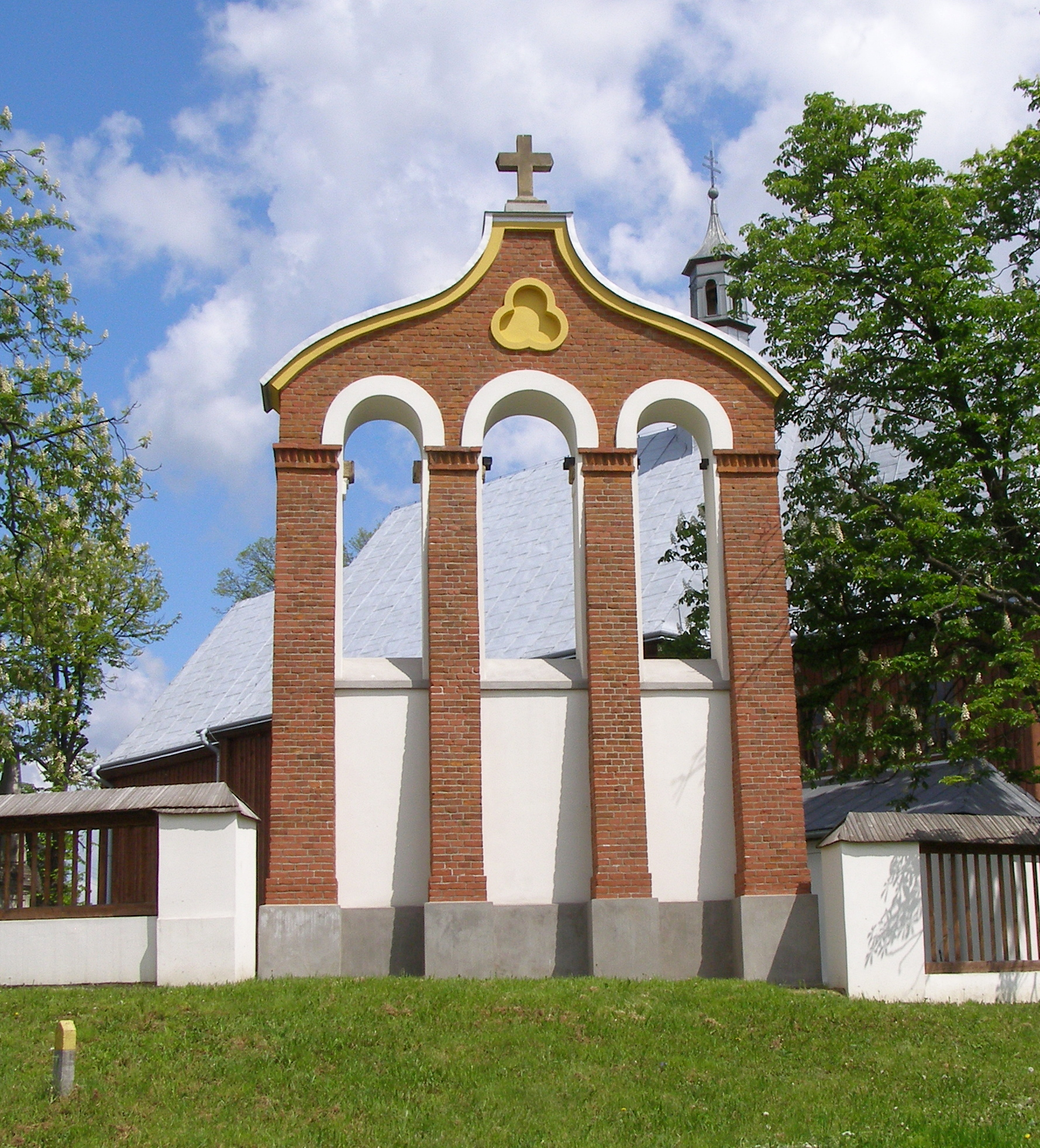
Dzwonnica